# 女王蜂 (1962年のテレビドラマ)
『女王蜂』（じょおうばち）は、1962年12月3日にNET（現：テレビ朝日）系列の『黒龍劇場』（化粧品メーカー・黒龍堂の一社提供）で放送されたドラマ。放送回数1回。放送時間は月曜22:00 - 22:30。
『黒龍劇場』最後の作品。

## キャスト
- 主な出演：青木義朗、近藤洋介、森塚敏

## スタッフ
- 音楽：宮内國郎